# Tanja Mastnak
Tanja Mastnak, slovenska likovna teoretičarka, * 1962, Ljubljana.
Tanja Mastnak je doktorica umetnostne zgodovine, doktorica historične antropologije vizualnega, predavateljica, teoretičarka, likovna kritičarka, kustosinja in avtorica na literarnem področju. Z doktorsko disertacijo Kreativni potencial obrobnega: ženske v likovni umetnosti (2001) je prvič v Sloveniji povezala feministično teorijo z umetnostno zgodovino. Sodelovala je tudi pri ustanavljanju revije za ženske študije in feministično teorijo revija Delta ter pri zamisli in izvedbi  Mednarodnega festivala sodobnih umetnosti Mesto žensk.
Njeno delo sega od raziskav pop kulture, do feminističnih študij in pedagoških raziskav. 
Na literarnem področju je avtorica nekaj radijskih iger, najbolj znana je Onkraj dotika (Radio Slovenija, 2001). Leta 2020 je izšel njen mladinski roman Alternativni ukrep (COBISS), leta 2024 pa roman Sibirija (COBISS).
Na Gimnaziji Bežigrad poučuje umetnostno zgodovino in likovno umetnost.